# Matthias Schulz (Kulturmanager)
Matthias Schulz (* 1977 in Bad Reichenhall) ist ein deutscher Pianist und Opernintendant.

## Leben
Schulz studierte am Mozarteum in Salzburg Klavier und an der Ludwig-Maximilians-Universität in München Volkswirtschaft.
Von 1999 an arbeitete er, unter anderem als Konzertchef, für die Salzburger Festspiele. Von März 2012 bis April 2016 war Schulz kaufmännischer Geschäftsführer und künstlerischer Leiter der Stiftung Mozarteum in Salzburg. 2015 wechselte er nach Berlin an die Staatsoper Unter den Linden. Dort begann er Planungen der folgenden Spielzeiten mit einem für das Amt unüblich langen Vorlauf und trat 2017/18 die Nachfolge von Jürgen Flimm, zunächst als designierter und dann Co-Intendant und Intendant der Staatsoper an. Er führte das Haus durch schwere Krisen, insbesondere als 2019 dem Generalmusikdirektor Daniel Barenboim vorgeworfen wurde, ein Klima der Angst zu erzeugen. Schulz moderierte erfolgreich den Konflikt zwischen Barenboim, den Vertretungen der Mitarbeiter und Klaus Lederer als Kultursenator Berlins. Gleichwohl entschied sich Schulz, seinen Vertrag nicht zu verlängern. Ihm folgte im Herbst 2024 Elisabeth Sobotka als Intendantin nach.
Zur Saison 2025/26 wird Schulz Intendant des Opernhauses Zürich und dort die Nachfolge von Andreas Homoki antreten.
Schulz ist Vorstandsmitglied verschiedener Festivals sowie Jurymitglied internationaler Wettbewerbe. 2023 wurde er in das Kuratorium der Bertelsmann Stiftung berufen.